# Harry Koch (Fußballspieler, 1969)
Harry Koch (* 15. November 1969 in Bamberg) ist ein ehemaliger deutscher Fußballspieler und heutiger -trainer.

## Karriere
Der 1,84 m große Abwehrspieler wuchs in Hallstadt bei Bamberg auf und kam 1995 vom Regionalligisten TSV Vestenbergsgreuth zum 1. FC Kaiserslautern, nachdem er vor allem auch beim sensationellen 1:0 der Vestenbergsgreuther gegen den FC Bayern München in der ersten Runde des DFB-Pokals 1994/95 auf sich aufmerksam gemacht hatte. In seiner ersten Saison stieg er mit dem FCK in die 2. Bundesliga ab, gewann aber den DFB-Pokal. Nach dem direkten Wiederaufstieg wurde er Deutscher Meister 1998 mit dem FCK. Er absolvierte bis 2003 220 Ligaspiele für den FCK, davon 187 in der Bundesliga. 
In der Pfalz war er aufgrund seines Kampfgeistes Publikumsliebling. Zudem war Koch ein sicherer Elfmeterschütze: Er verwandelte in den Bundesligen 11 von 12 Elfmetern.
Anschließend spielte der gebürtige Franke zwei Jahre in der zweiten Liga und ein Jahr in der Regionalliga Süd für Eintracht Trier. 2006 beendete er seine Spielerlaufbahn. Er wurde im September 2006 Trainer des Rheinlandligisten SV Dörbach, bei dem er Werner Kartz ablöste. Nach dem Abstieg des Vereins in die Bezirksliga West und dem Weggang mehrerer Spieler trat Koch als Trainer im Juli 2011 zurück.
Sein Sohn Robin ist ebenfalls Profifußballer.

## Statistik
| Liga             | Spiele (Tore) |
| ---------------- | ------------- |
| Bundesliga       | 187 (17)      |
| 2. Bundesliga    | 076 0(9)      |
| Regionalliga Süd | 060 0(7)      |
| Pokal            |               |
| DFB-Pokal        | 022 0(4)      |
| Europapokal      | 031 0(5)      |